# Riku Korhonen
Riku Korhonen (né le 3 février 1972 à Turku) est un écrivain finlandais.

## Biographie
Riku Korhonen est professeur de finnois dans un lycée puis professeur d'écriture créative à l'université de Turku avant de se consacrer à temps plein à l'écriture.
En septembre 2009, il épouse Anna-Leena Härkönen.

## Ouvrages
- (fi) Kahden ja yhden yön tarinoita, Turku, Sammakko (fi), 2003 (ISBN 952-5194-64-7)
- (fi) Savumerkkejä lähtöä harkitseville, Turku, Sammakko, 2005 (ISBN 952-483-001-9)
- (fi) Lääkäriromaani, Turku, Sammakko, 2008 (ISBN 978-952-483-001-0 et 952-483-001-9)
- (fi) Hyvästi tytöt, Turku, Sammakko, 2009 (ISBN 978-952-483-112-3)
- (fi) Nuku lähelläni : Romaani, Helsinki, WSOY, 2012, 287 p. (ISBN 978-951-0-39305-5)
- (fi) Emme enää usko pahaan, Helsinki, WSOY, 2016 (ISBN 978-951-0-41997-7)

## Prix et récompenses
- Prix littéraire Helsingin Sanomat, 2003
- Prix Kalevi Jäntti, 2008
- Prix de littérature de l'Union européenne, 2013